# Dicloruro di zirconocene
Il dicloruro di zirconocene è un composto organometallico con formula (C5H5)2ZrCl2, scritta in forma abbreviata come Cp2ZrCl2. Il complesso è costituito da un atomo centrale di zirconio coordinato da due leganti ciclopentadienile e due leganti cloro. È un solido incolore diamagnetico relativamente stabile a contatto con l'aria, solubile in benzene, cloroformio e 1,2-dimetossietano. In acqua è solubile ma si decompone lentamente.

## Sintesi
Il composto si può ottenere facendo reagire il complesso ZrCl4–THF con ciclopentadienuro di sodio:
ZrCl4(THF)2 + 2 NaCp → Cp2ZrCl2 + 2 NaCl + 2 THF
L'analogo composto Cp2ZrBr2 fu ottenuto per la prima volta nel 1953.

## Struttura
La molecola Cp2ZrCl2 ha la struttura tipo metallocene piegato, cioè dove i due anelli ciclopentadienile non sono paralleli. L'angolo Cp–Zr–Cp (considerando il centro degli anelli) è 128°. L'angolo Cl–Zr–Cl è 97,1°. Il composto cristallizza nel sistema triclino, gruppo spaziale P1, con costanti di reticolo a = 1406 pm,  b = 809 pm, c = 1315 pm, α = 113,7°, β = 117,9°, γ = 99,5°.

## Reattività

### Reattivo di Schwartz
Il dicloruro di zirconocene reagisce con il tetraidroalluminato di litio per formare il reattivo di Schwartz, Cp2ZrHCl:
(C5H5)2ZrCl2 + 1/4 LiAlH4 → (C5H5)2ZrHCl + 1/4 LiAlCl4
Il tetraidroalluminato di litio è un forte riducente, e quindi si può avere simultanea riduzione a formare il complesso diidruro Cp2ZrH2; trattando la miscela di prodotti con diclorometano si ha conversione al reattivo di Schwartz.

### Reattivo di Negishi
Il dicloruro di zirconocene può servire a preparare anche il reattivo di Negishi, Cp2Zr(η2-butene), usato come fonte di Cp2Zr in reazioni di ciclizzazione ossidativa. Il reattivo si ottiene trattando il dicloruro di zirconocene con n-butillitio, in modo da sostituire i due leganti cloro con due gruppi butile. In seguito si ha un riarrangiamento per formare un legante η2-butene, mentre il secondo butile viene eliminato come butano.

### Reazioni di polimerizzazione
Il dicloruro di zirconocene viene anche usato come catalizzatore o precatalizzatore nelle reazioni di polimerizzazione per ottenere polimeri non accessibili tramite i normali catalizzatori di Ziegler-Natta.

## Tossicità / Indicazioni di sicurezza
Il composto è disponibile in commercio. È classificato come irritante per la pelle, gli occhi e le vie respiratorie. Non risultano rischi di cancerogenicità.